# 石原真 (映画プロデューサー)
石原 真（いしはら まこと、1959年 - 2024年）は、日本の映画プロデューサー。映画製作会社アワナ株式会社取締役、バサラ・ピクチャーズ株式会社代表取締役を歴任した。

## 経歴
- 1979年からCM業界をベースにPR映画、TV番組などの企画・演出・プロデュースを手がける。
- 1984年、有限会社川島透事務所に参加。
- 1988年に取締役プロデューサーとして映画製作プロダクション・アワナ株式会社設立。
- 1995年夏季ユニバーシアード開閉会式統括プロデューサー就任。
- 2003年、バサラ・ピクチャーズ株式会社取締役就任。
- 2010年、バサラ・ピクチャーズ株式会社代表取締役就任。

## 作品

### 映画
- バトルヒーター（1989年）プロデューサー補
- 神様のピンチヒッター（1991年）[1]
- 就職戦線異状なし（1991年）
- ザ・ギャンブラー（1992年）[2]
- 押絵と旅する男（1994年）
- 屋根裏の散歩者（1994年）
- 大失恋。（1995年）
- Lie lie Lie（1997年）[3]
- リング（1998年）
- らせん（1998年）
- D坂の殺人事件（1998年）
- BEAT（1998年）[4]
- リング2（1999年）
- もういちど逢いたくて/星月童話（英語: Moonlight Express）（1999年）
- 愛人霊（1999年）
- 続・愛人霊（1999年）
- 発狂する唇（2000年）
- アナザヘヴン（2000年）
- 星に願いを。（2003年）
- 東京原発（2004年）
- 狼少女（2005年）
- M（2007年）
- ハルフウェイ（2009年）
- BANDAGE（2010年）
- ザ・テノール 真実の物語（英語: The Tenor – Lirico Spinto）（2014年）
- サクラダリセット（2017年）
- Glass Dragon（英語: Glass Dragon）（2023年）

### テレビドラマ
- Strangers 6（2012年、WOWOWフジテレビ）

### ミュージックビデオ
- NMB48『ヴァージニティー』（2012年）
- back number『シャンデリア』特典ショートムービー（2015年）

## その他
- 1995年夏季ユニバーシアード 開閉会式統括プロデューサー（1995年、福岡）
- 4 MOVEMENT （1995年、うつくしま未来博にて上映）